# جوبینیا
جوبینیا (نام علمی: Jobinia) نام یک سرده از زیرخانواده استبرق است.